# Proklamationen af Kong Frederik VIII
|  | Denne artikel er oprettet af botten Steenthbot ud fra en ekstern database. Den kan derfor have sproglige fejl eller mangler. Denne skabelon kan fjernes efter kontrol af indholdet. |

Proklamationen af Kong Frederik VIII er en dansk dokumentarisk optagelse fra 1906 instrueret af Ole Olsen.

## Handling
Kong Frederik VIII's proklamation blev foretaget af konseilspræsident Jens Christian Christensen (1856-1930) den 30. januar 1906. Efter 43 år som kronprins og i en alder af 63 år blev Frederik endelig konge. Han havde gennem årene stået i skyggen af sin fader, der ikke ønskede indblanding fra sin ellers både interesserede og flittige søn.

Optagelsen findes i flere versioner, dette er Ole Olsens / Nordisk Films.

## Medvirkende
- Kong Frederik VIII